# 둥근머리 해머

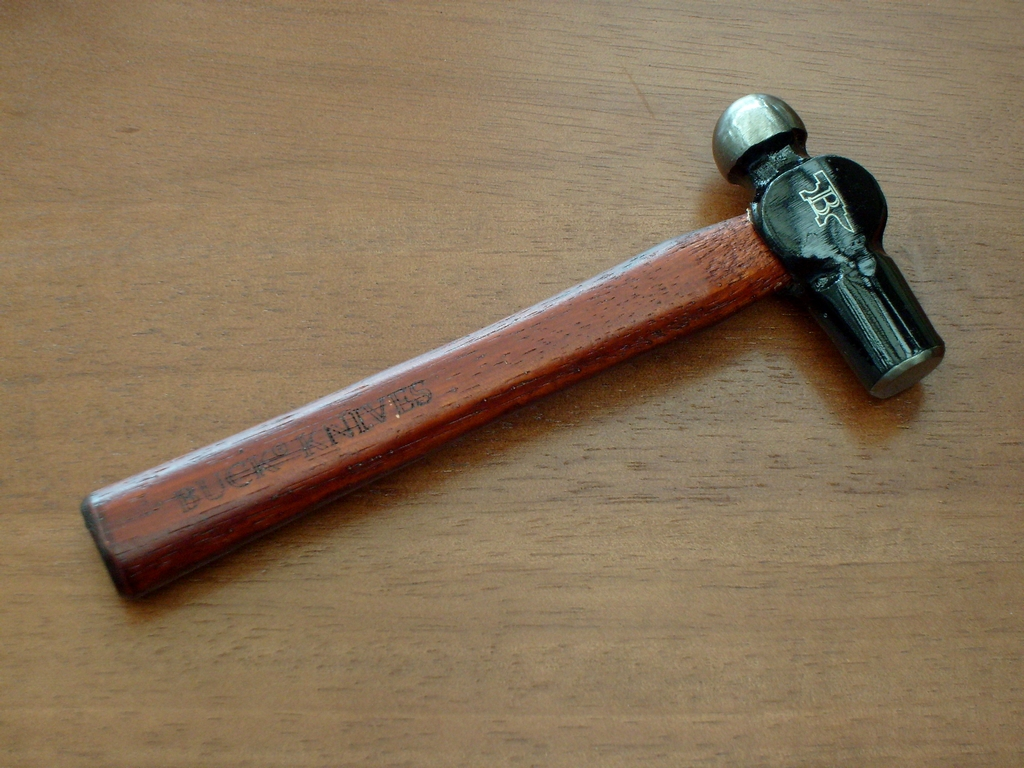
둥근머리 해머의 일종

둥근머리 해머(- hammer) 또는 흔히 볼핀 해머(ball peen hammer)는 금속가공에서 쓰이는 피닝 해머의 일종이다. 밑면은 평평하고 상단은 구형으로 된 것이 특징이며 한손용이다.